# Lasiophila regia
Lasiophila regia är en fjärilsart som beskrevs av Otto Staudinger 1897. Lasiophila regia ingår i släktet Lasiophila och familjen praktfjärilar. Inga underarter finns listade i Catalogue of Life.